# The Complete Wooden Nickel Recordings
The Complete Wooden Nickel Recordings is een dubbel-cd uit 2005 van de Amerikaanse band Styx met een compilatie van vier eerder uitgebrachte albums: Styx, Styx II, The Serpent Is Rising en Man of Miracles. Al deze albums werden uitgebracht door Wooden Nickel Records.
De vier albums op deze compilatie (en het vijfde album: Equinox) zijn opgenomen met de eerste zanger, schrijver en gitarist van Styx, John Curulewski. Hij werd later toen hij de band verliet vervangen door Tommy Shaw.

## Nummers op album

### Cd 1
1. "Movement for the Common Man" – 13:11
2. "Right Away" (Paul Frank) – 3:40
3. "What Has Come Between Us" (Mark Gaddis) – 4:53
4. "Best Thing" (D. DeYoung, J. Young) – 3:13
5. "Quick Is the Beat of My Heart" (Lewis Mark) – 3:49
6. "After You Leave Me" (George Clinton) – 4:00
7. "You Need Love" (D. DeYoung) – 3:47
8. "Lady" (D. DeYoung) – 2:58
9. "A Day" (John Curulewski) – 8:24
10. "You Better Ask" (J. Curulewski) – 3:55
11. "Little Fugue In 'G'" (Bach) – 1:19
12. "Father O.S. A." (D. DeYoung) – 7:10
13. "Earl of Roseland" (D. DeYoung) – 4:41
14. "I'm Gonna Make You Feel It" (D. DeYoung) – 2:23
15. "Unfinished Song" (D. DeYoung) – 2:59

### Cd 2
1. "Witch Wolf" (J. Young) – 3:57
2. "The Grove of Eglantine" (D. DeYoung) – 5:00
3. "Young Man" (J. Yong, Rick Young) – 4:45
4. "As Bad As This" – 6:10
5. "Winner Takes All" – 3:10
6. "22 Years" – 3:39
7. "Jonas Psalter" – 4:41
8. "The Serpent Is Rising" – 4:55
9. "Krakatoa" – 1:36
10. "Hallelujah Chorus" – 2:14
11. "Rock & Roll Feeling" – 3:02
12. "Havin' a Ball" – 3:53
13. "Golden Lark" – 3:23
14. "A Song for Suzanne" – 5:15
15. "A Man Like Me" – 2:57
16. "Lies" – 2:41
17. "Evil Eyes" – 4:02
18. "Southern Woman" – 3:10
19. "Christopher, Mr. Christopher" – 4:02
20. "Man of Miracles" – 4:55

## Bezetting
- John Curulewski - gitaar, tekst
- Dennis DeYoung - keyboard, tekst
- Chuck Panozzo - basgitaar
- John Panozzo - drums, tekst
- James Young - gitaar, tekst